# Gislum Herred

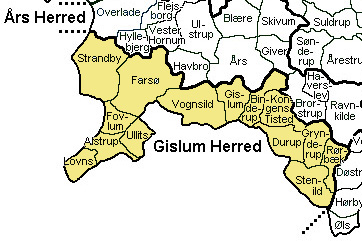
Gislum Herred

Gislum Herred was een herred in het voormalige Aalborg Amt in Denemarken. Bij de gemeentelijke herindeling in 1970 werd Gislum deel van de provincie Noord-Jutland. In 2007 ging het op in de nieuwe regio Noord-Jutland.

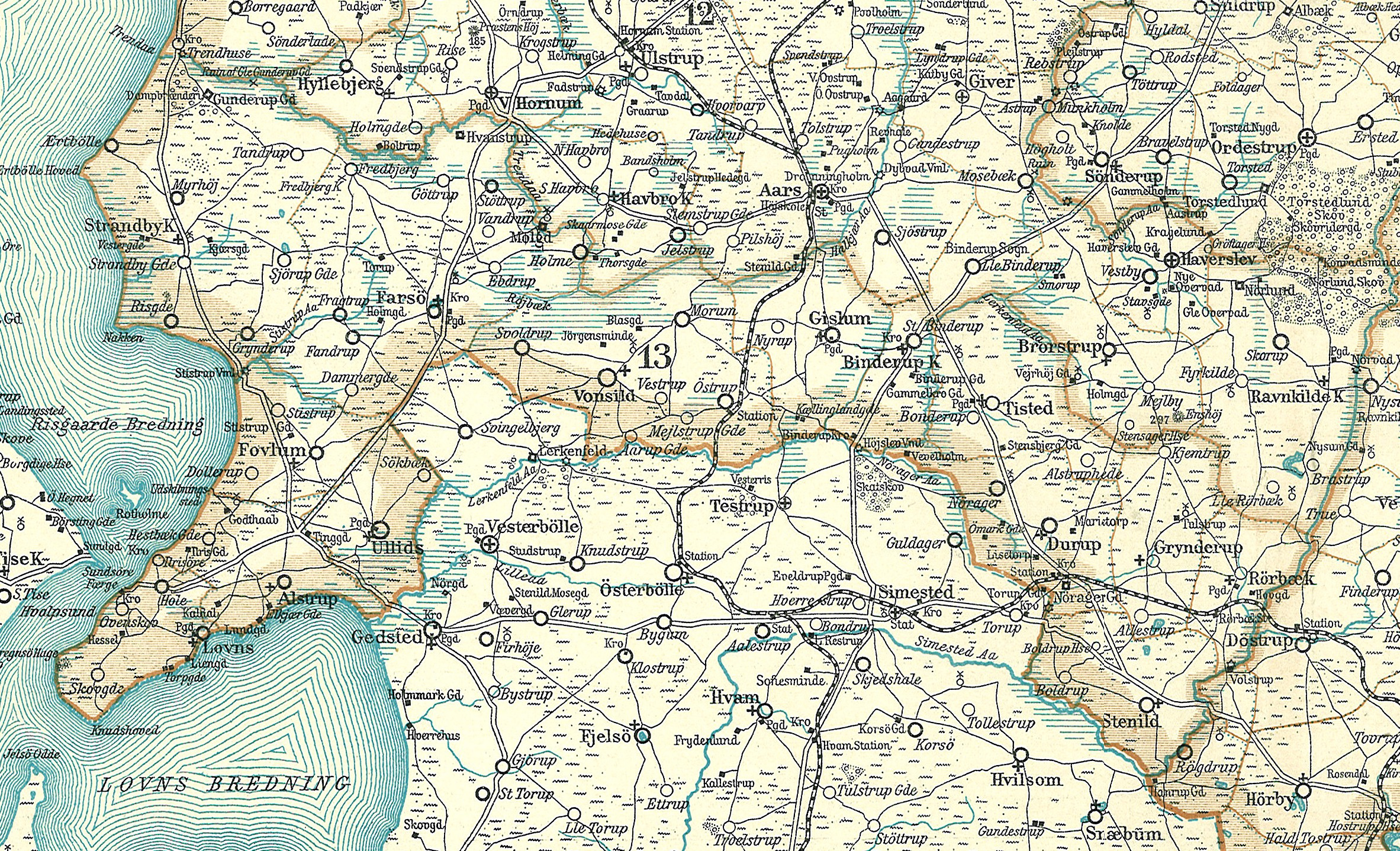
Gislum Herred

## Parochies
Gislum omvatte oorspronkelijk 14 parochies. De parochies horen deels tot het bisdom Aalborg en deels tot het bisdom Viborg.
- Alstrup
- Binderup
- Durup
- Farsø
- Fovlum
- Gislum
- Grynderup
- Kongens Tisted
- Louns
- Rørbæk
- Stenild
- Strandby
- Svingelbjerg
- Ullits
- Vognsild